# Apango de Zaragoza
Apango de Zaragoza es una población del estado mexicano de Puebla, ubicado en el municipio de Acajete.

## Historia
Apango de Zaragoza, conocida inicialmente solo por el nombre de Apango fue una población menor del municipio, muy cercana a La Magdalena Tetela Morelos a la que fue incorporada en 1990, desapareciendo como localidad; sin embargo, en 2000 fue restablecida como tal y con el nombre de Apango de Zaragoza.
El 9 de septiembre de 2019 se enfrentaron en la población el Ejército mexicano que se encontraba resguardando una bodega con objetos decomisados por robos en carreteras y ferrocarriles, y habitantes del mismo, que pedían sin liberación.

## Localización y demografía
Apango se encuentra ubicado en el centro-suro del territorio del municipio de Acajete, directamente al norte de La Magdalena Tetela Morelos. Se comunica por carretera con esta población y luego con San Jerónimo Ocotitlán donde se incorpora a la Carretera Federal 150 o Autopista Puebla-Orizaba. Sus coordenadas geográficas son 19°4′4″N 97°56′27″O / 19.06778, -97.94083 y a una altitud de 2 337 metros sobre el nivel del mar.
De acuerdo al Censo de Población y Vivienda realizado en 2010 por el Instituto Nacional de Estadística y Geografía, tiene una población de 2 500 habitantes, de los que 1 232 son hombres y 1 268 son mujeres.